# Système européen de crédits d'apprentissage pour l'enseignement et la formation professionnelle
Le Système européen de crédits d'apprentissage pour l'enseignement et la formation professionnelle est un système de points développé par l'Union européenne qui a pour but de faciliter la transparence, la comparabilité et la portabilité des qualifications et des formations professionnelles entre les différents pays de l'Union. Il s'agit d'un système comparable au dispositif ECTS adapté à la formation professionnelle en Europe.
Le sigle ECVET, abréviation du terme anglais European Credit system for Vocational Education and Training, est le terme le plus couramment employé pour des raisons pratiques.
Il fait partie du processus de Bologne.En France son implémentation se renforce notamment en raison des actions des régions, dont les subventions pour la formation professionnelle sont abondées par l'Europe.

## Historique
ECVET a été initié en 2004 se basant sur le principe de ECTS.
L'ECTS a été créé en 1988 par l'Union européenne. Depuis 1999, il est un des principaux outils du Processus de Bologne.
La création de ECVET découle d'une volonté d'instaurer une Europe des connaissances. Dans ce cadre ont été créés les programmes Socrates et Erasmus - Grundtvig et Leonardo da Vinci.

## Objectif
La mobilité des étudiants et des travailleurs est un des axes essentiels de l'Europe. Par ailleurs, l'expérience du programme Erasmus démontre qu'une expérience de mobilité dans le cadre de la formation professionnelle renforce la capacité à trouver un emploi. Les États membres de l'Union européenne sont invités à mettre en place ce système dans le cadre de leurs actions de développement de la formation.
Les États restent maîtres de la délivrance des diplômes et de la reconnaissance de leurs qualifications professionnelles, mais certaines parties de la formation peuvent être suivies dans un autre pays, dans un organisme de formation professionnelle.

## Fonctionnement
La grande différence entre les systèmes de formation professionnelle des différents états membres, fait que la transparence et la comparabilité des qualifications doit être développée.
Le principe de base de la reconnaissance des qualifications est l'évaluation des résultats d'apprentissage(en anglais learning outcomes) contrairement au système académique basé principalement sur le savoir. Au niveau Européen, est évaluée la manière dont l'apprenant est capable de mettre en œuvre le résultat de sa formation. On ne fonctionne plus sur le principe de ce que l'on a appris, mais de ce que l'on est capable d'appliquer;c'est le principe utilisé par l'étude internationale Programme PISA évaluant les divers systèmes de formation.
Les résultats d'apprentissage sont évalués au travers de la grille d'analyse du EQF.
Cette évaluation se fait par l'organisme recevant, mais pour être reconnu par l'organisme d'envoi (celui qui est le responsable de l'apprenant) il est nécessaire de définir les critères de formation, d'évaluation et de suivi au travers d'un protocole d'entente (Memorandum of Understanding) qui définit le cadre de la coopération entre 2 ou plusieurs organismes de formation.
Lorsque ce cadre a été mis en place, l'organisme d'envoi, est capable de certifier la qualification et donc de délivrer le diplôme.
Ce système permet d'effectuer une partie d'un parcours de formation professionnelle dans plusieurs organismes de formation différents. Principalement, il s'agit d'organismes de différents pays, mais il est possible d'appliquer le principe ECVET à l'intérieur d'un seul pays. ECVET est donc un des outils indispensables pour la mobilité des étudiants de la formation professionnelle et celle de l’éducation Tout au Long de la Vie, qui est un axe essentiel de l'Europe tel que défini par le processus de Bologne Ce système permet d'attribuer des points à toutes les composantes d'un programme d'études en se fondant sur la charge de travail à réaliser par l'étudiant. Il offre ainsi une meilleure lisibilité européenne des programmes d'études nationaux, et constitue par ce moyen un outil, complémentaire au supplément au diplôme, facilitant la mobilité d'un pays à l'autre et d'un établissement à l'autre.
Ce système n'implique pas la reconnaissance automatique de la valeur de ces crédits. Chaque organisme de formation décide de manière autonome, dans le cadre de réglementations nationales, de la reconnaissance ou non de ces crédits pour la délivrance d'un diplôme de la formation professionnelle qu'elle délivre. La reconnaissance peut ainsi devenir effective entre deux institutions ayant signé un accord de partenariat, notamment dans le cadre du programme Erasmus ou Erasmus mundus ou depuis 2014 du programme Erasmus+.
Ce système sert donc essentiellement à faciliter la mise en place de partenariats entre des institutions de pays différents en fournissant un principe commun de description et d'évaluation des programmes d'enseignement.

## Remarques sur ce système
Depuis la programmation Européenne 2014 - 2020, le système ECVET peut s'appliquer non seulement dans les pays de l'Union européenne, mais aussi dans l'ensemble des pays du Monde, et repose sur une confiance mutuelle (Zone of Mutual Trust) entre les différents organismes de formation signataires du protocole d'entente.

## Échelle de notation
Les résultats d'apprentissage sont évalués au travers de la grille du Cadre européen des certifications comptant 8 niveaux